# 윤태윤
윤태윤(본명: 윤창기, 1982년 5월 6일 ~ )은 대한민국의 기자이다. 본명은 윤창기였으며, 2017년 9월 3일에 현재의 윤태윤으로 개명했다.
현재 거주지는 서울특별시 용산구 문배동이다.

## 학력
- 한국외국어대학교 외국어학과 졸업
- 부산중앙고등학교 졸업

## 경력
- 2009년 ~ 2010년 : 진주MBC 아나운서
- 2011년 : TJB대전방송 아나운서
- 2012년 : TV조선 기자
- TV조선 정치부 기자
- TV조선 시사제작부 기자
- TV조선 사회부 기자
- TV조선 경제부 기자
- TV조선 경제부 차장대우
- TV조선 시사제작부 차장대우

## 데뷔
- 2009년 진주MBC 공채 아나운서

## 진행
- 일요일 TV조선 뉴스 (2017년 7월 9일 ~ 2019년 10월 27일)
- 월요일 ~ 금요일 신통방통 (2019년 11월 4일 ~ 2023년 7월 28일, 2024년 10월 21일 ~ 현재)
- 목요일 탐사보도 세븐 (2023년 ~ 2023년 7월 27일)
- 화요일 ~ 금요일 보도본부 핫라인 - 임시진행 (2024년 1월 30일 ~ 2월 2일)
- 토요일 ~ 일요일 시사쇼 정치다 (2024년 4월 13일 ~ 9월 1일)
- 월요일 ~ 금요일 신통방통 - 임시진행 (2024년 8월 5일 ~ 8월 9일)